# In the Mirror
In the Mirror è un album discografico di raccolta del musicista greco Yanni, pubblicato nel 1997.

## Tracce
1. In the Mirror – 4:07
2. In the Morning Light – 3:49
3. A Love for Life – 5:07
4. One Man's Dream – 2:43
5. Within Attraction – 4:09
6. Forbidden Dreams – 3:57
7. Once Upon a Time – 3:51
8. Chasing Shadows – 5:42
9. Aria – 3:58
10. Quiet Man – 4:32
11. Enchantment – 3:51
12. So Long My Friend – 3:47
13. Before I Go – 4:30
14. The End of August – 4:51
15. Face in the Photograph – 3:47